# Tension (album de Kylie Minogue)
 (octobre 2024).
Le contenu est difficilement compréhensible vu les erreurs de traduction, qui sont peut-être dues à l'utilisation d'un logiciel de traduction automatique.
 (février 2024).
La mise en forme du texte ne suit pas les recommandations de Wikipédia : il faut le « wikifier ».
Les points d'amélioration suivants sont les cas les plus fréquents :
- Les titres sont pré-formatés par le logiciel. Ils ne sont ni en capitales, ni en gras.
- Le texte ne doit pas être écrit en capitales (les noms de famille non plus), ni en gras, ni en italique, ni en « petit »…
- Le gras n'est utilisé que pour surligner le titre de l'article dans l'introduction, une seule fois.
- L'italique est rarement utilisé : mots en langue étrangère, titres d'œuvres, noms de bateaux, etc.
- Les citations ne sont pas en italique mais en corps de texte normal. Elles sont entourées par des guillemets français : « et ».
- Les listes à puces sont à éviter, des paragraphes rédigés étant largement préférés. Les tableaux sont à réserver à la présentation de données structurées (résultats, etc.).
- Les appels de note de bas de page (petits chiffres en exposant, introduits par l'outil «  Source ») sont à placer entre la fin de phrase et le point final[comme ça].
- Les liens internes (vers d'autres articles de Wikipédia) sont à choisir avec parcimonie. Créez des liens vers des articles approfondissant le sujet. Les termes génériques sans rapport avec le sujet sont à éviter, ainsi que les répétitions de liens vers un même terme.
- Les liens externes sont à placer uniquement dans une section « Liens externes », à la fin de l'article. Ces liens sont à choisir avec parcimonie suivant les règles définies. Si un lien sert de source à l'article, son insertion dans le texte est à faire par les notes de bas de page.
- La présentation des références doit suivre les conventions bibliographiques. Il est recommandé d'utiliser les modèles {{Ouvrage}}, {{Chapitre}}, {{Article}}, {{Lien web}} et/ou {{Bibliographie}}. Le mode d'édition visuel peut mettre en forme automatiquement les références.
- Insérer une infobox (cadre d'informations à droite) n'est pas obligatoire pour parachever la mise en page.

Pour une aide détaillée, merci de consulter Aide:Wikification.
Si vous pensez que ces points ont été résolus, vous pouvez retirer ce bandeau et améliorer la mise en forme d'un autre article.
Pour les articles homonymes, voir Tension.
Albums de Kylie Minogue
Disco
(2020) Tension II
(2024)
Singles
1. Padam Padam
Sortie : 18 mai 2023
2. Tension
Sortie : 31 août 2023
3. Hold On To Now
Sortie : 30 octobre 2023

Tension est le seizième album studio de la chanteuse australienne Kylie Minogue. Il a été publié le 22 septembre 2023 par BMG Rights Management et la société de Kylie Minogue, Darenote.
Il a été annoncé en mai 2023, marquant sa première nouvelle œuvre depuis son album Disco, sorti en 2020. Inspirée pour créer un disque qui met en valeur l'individualisme de chaque chanson sans thème principal, Kylie Minogue a fait appel à divers producteurs, dont ses collaborateurs de longue date Richard "Biff" Stannard, Duck Blackwell, Jackson Foote, PhD et Cutfather.
Influencé par l'électro-pop, Tension comprend un large éventail de genres, notamment de la synth-pop, du disco, du funk des années 1980, de la dance-pop contemporaine et des notes house. Bien qu'il n'ait pas de thème central, Tension explore des sujets tels que l'amour, le chagrin et l'autonomisation. Tension a été acclamé par la plupart des critiques musicaux, qui ont loué le mélange de sons de l'album, ainsi que son caractère accrocheur et sa qualité de production. Certaines publications le considéraient comme l'un des meilleurs travaux de Kylie Minogue.
Trois singles sont sortis pour promouvoir l'album : ''10 Out Of 10'', ''Padam Padam'' et la chanson titre, Tension. Le premier est sorti sous forme de single promotionnel en collaboration avec le DJ et producteur néerlandais Oliver Heldens. ''Padam Padam'' et la chanson titre Tension ont suivi, le premier réalisant une percée commerciale pour la chanteuse. Kylie Minogue a fait plusieurs apparitions en direct, dont American Idol, le Capital Summertime Ball et en tant que tête d'affiche de Radio 2 in the Park. De plus, elle débutera sa première résidence à Las Vegas, More Than Just a Residency, en novembre 2023.

## Liste des pistes
| Édition standard | Édition standard                   | Édition standard                                                                  | Édition standard                              | Édition standard | Édition standard | Édition standard | Édition standard | Édition standard | Édition standard |
| No               | Titre                              | Auteur                                                                            | Producteur(s)                                 | Durée            |                  |                  |                  |                  |                  |
| ---------------- | ---------------------------------- | --------------------------------------------------------------------------------- | --------------------------------------------- | ---------------- | ---------------- | ---------------- | ---------------- | ---------------- | ---------------- |
| 1.               | Padam Padam                        | - Peter Rycroft - Ina Wroldsen                                                    | Lostboy                                       | 2:46             |                  |                  |                  |                  |                  |
| 2.               | Hold On To Now                     | - Kylie Minogue - Biff Stannard - Duck Blackwell - Jon Green                      | - Stannard - Blackwell - Green                | 3:57             |                  |                  |                  |                  |                  |
| 3.               | Things We Do For Love              | - Minogue - Kamille - Stannard - Blackwell - Green - Anya Jones                   | - Stannard - Blackwell - Green                | 3:09             |                  |                  |                  |                  |                  |
| 4.               | Tension                            | - Minogue - Kamille - Stannard - Blackwell - Green - Jones                        | - Stannard - Blackwell                        | 3:36             |                  |                  |                  |                  |                  |
| 5.               | One More Time                      | - Minogue - Stannard - Blackwell - Green                                          | - Stannard - Blackwell                        | 3:02             |                  |                  |                  |                  |                  |
| 6.               | You Still Get Me High              | - Minogue - Stannard - Green                                                      | - Stannard - Blackwell - Green                | 3:38             |                  |                  |                  |                  |                  |
| 7.               | Hands                              | - Mich Hansen - Daniel Davidsen - Kasper Larsen - Ryan Ashley                     | - Cutfather - Davidsen - KayAndMusic - Ashley | 2:45             |                  |                  |                  |                  |                  |
| 8.               | Green Light                        | - Davidsen - Peter Wallevik - Ruby Spiro                                          | PhD                                           | 3:19             |                  |                  |                  |                  |                  |
| 9.               | Vegas High                         | - Minogue - Stannard - Blackwell - Gez O'Connell                                  | - Stannard - Blackwell                        | 3:33             |                  |                  |                  |                  |                  |
| 10.              | 10 Out of 10 (with Oliver Heldens) | - Heldens - James Abrahart - Liana Banks - Jackson Foote - Sarah Hudson - Minogue | - Heldens - Foote - Blackwell                 | 2:51             |                  |                  |                  |                  |                  |
| 11.              | Story                              | - Minogue - Stannard - Blackwell - O'Connell                                      | - Stannard - Blackwell                        | 3:16             |                  |                  |                  |                  |                  |
| 35:51            |                                    |                                                                                   |                                               |                  |                  |                  |                  |                  |                  |

| Titres bonus de l'édition Deluxe | Titres bonus de l'édition Deluxe | Titres bonus de l'édition Deluxe         | Titres bonus de l'édition Deluxe | Titres bonus de l'édition Deluxe | Titres bonus de l'édition Deluxe | Titres bonus de l'édition Deluxe | Titres bonus de l'édition Deluxe | Titres bonus de l'édition Deluxe | Titres bonus de l'édition Deluxe |
| No                               | Titre                            | Auteur                                   | Producteur(s)                    | Durée                            |                                  |                                  |                                  |                                  |                                  |
| -------------------------------- | -------------------------------- | ---------------------------------------- | -------------------------------- | -------------------------------- | -------------------------------- | -------------------------------- | -------------------------------- | -------------------------------- | -------------------------------- |
| 12.                              | Love Train                       | - Minogue - Sky Adams - Maegan Cottone   | Adams                            | 2:55                             |                                  |                                  |                                  |                                  |                                  |
| 13.                              | Just Imagine                     | - Carl Ryden - Karen Poole               | Ryden                            | 2:36                             |                                  |                                  |                                  |                                  |                                  |
| 14.                              | Hey Lonely                       | - Minogue - Stannard - Blackwell - Green | - Stannard - Blackwell           | 3:52                             |                                  |                                  |                                  |                                  |                                  |
| 45:14                            |                                  |                                          |                                  |                                  |                                  |                                  |                                  |                                  |                                  |

| Extension: The Extended Mixes – Disc 1 | Extension: The Extended Mixes – Disc 1           | Extension: The Extended Mixes – Disc 1                          | Extension: The Extended Mixes – Disc 1 | Extension: The Extended Mixes – Disc 1 | Extension: The Extended Mixes – Disc 1 | Extension: The Extended Mixes – Disc 1 | Extension: The Extended Mixes – Disc 1 | Extension: The Extended Mixes – Disc 1 | Extension: The Extended Mixes – Disc 1 |
| No                                     | Titre                                            | Producer(s)                                                     | Durée                                  |                                        |                                        |                                        |                                        |                                        |                                        |
| -------------------------------------- | ------------------------------------------------ | --------------------------------------------------------------- | -------------------------------------- | -------------------------------------- | -------------------------------------- | -------------------------------------- | -------------------------------------- | -------------------------------------- | -------------------------------------- |
| 1.                                     | Padam Padam (extended mix)                       | Lostboy                                                         | 4:04                                   |                                        |                                        |                                        |                                        |                                        |                                        |
| 2.                                     | Hold On to Now (extended mix)                    | - Stannard - Blackwell - Green                                  | 5:28                                   |                                        |                                        |                                        |                                        |                                        |                                        |
| 3.                                     | Things We Do for Love (extended mix)             | - Stannard - Blackwell - Green                                  | 4:54                                   |                                        |                                        |                                        |                                        |                                        |                                        |
| 4.                                     | Tension (extended mix)                           | - Stannard - Blackwell                                          | 4:38                                   |                                        |                                        |                                        |                                        |                                        |                                        |
| 5.                                     | One More Time (extended mix)                     | - Stannard - Blackwell                                          | 4:22                                   |                                        |                                        |                                        |                                        |                                        |                                        |
| 6.                                     | You Still Get Me High (extended mix)             | - Stannard - Blackwell - Green                                  | 4:32                                   |                                        |                                        |                                        |                                        |                                        |                                        |
| 7.                                     | Hands (extended mix)                             | - Cutfather - Davidsen - KayAndMusic - Ashley [réf. nécessaire] | 4:09                                   |                                        |                                        |                                        |                                        |                                        |                                        |
| 8.                                     | Green Light (extended mix)                       | PhD                                                             | 4:52                                   |                                        |                                        |                                        |                                        |                                        |                                        |
| 9.                                     | Vegas High (extended mix)                        | - Stannard - Blackwell                                          | 5:12                                   |                                        |                                        |                                        |                                        |                                        |                                        |
| 10.                                    | 10 Out of 10 (extended mix; with Oliver Heldens) | - Heldens - Foote - Blackwell [réf. nécessaire]                 | 4:01                                   |                                        |                                        |                                        |                                        |                                        |                                        |
| 11.                                    | Story (extended mix)                             | - Stannard - Blackwell                                          | 4:22                                   |                                        |                                        |                                        |                                        |                                        |                                        |
| 50:34                                  |                                                  |                                                                 |                                        |                                        |                                        |                                        |                                        |                                        |                                        |

## Classements hebdomadaires
| Classement (2023)                        | Meilleure place |
| ---------------------------------------- | --------------- |
| Allemagne (Media Control AG)             | 5               |
| Australie (ARIA)                         | 1               |
| Autriche (Ö3 Austria Top 40)             | 9               |
| Belgique (Flandre Ultratop)              | 2               |
| Belgique (Wallonie Ultratop)             | 1               |
| Canada (Canadian Albums Chart)           | 23              |
| Danemark (Tracklisten)                   | 31              |
| Écosse (OCC)                             | 1               |
| Espagne (Promusicae)                     | 2               |
| États-Unis (Billboard 200)               | 21              |
| États-Unis (Top Dance/Electronic Albums) | 1               |
| Finlande (Suomen virallinen lista)       | 8               |
| France (SNEP)                            | 5               |
| Irlande (Irish Albums Chart)             | 2               |
| Italie (FIMI)                            | 13              |
| Nouvelle-Zélande (RIANZ)                 | 5               |
| Pays-Bas (Mega Album Top 100)            | 3               |
| Portugal (AFP)                           | 4               |
| Royaume-Uni (UK Albums Chart)            | 1               |
| Suède (Sverigetopplistan)                | 19              |
| Suisse (Schweizer Hitparade)             | 2               |